# Be My Last
Be My Last è il quattordicesimo singolo in lingua giapponese della cantautrice Utada Hikaru.

## Il disco
Be My Last fu messo in vendita a partire dal 28 settembre 2005 ed è la colonna sonora del film Neve di primavera, tratto dall'omonimo romanzo del 1968 dello scrittore Yukio Mishima.
La foto di copertina è stata scattata a Praga e sul fondo è possibile vedere il Castello della città. 
Data l'imminente uscita del successivo singolo per gli Stati Uniti, You Make Me Want to Be a Man e la promozione oltreoceano, Utada si trovò a dover affrettare la promozione di Be My Last.
Della canzone, inoltre, in due show televisivi ha realizzato due differenti versioni: la prima al Music Station, in cui si è esibita cantando Be My Last accompagnata solo ed esclusivamente da un contrabbasso (lo stesso tipo di esibizione è stato riproposto nel tour del 2006, UTADA UNITED 2006), e una versione orchestrale con la quale si è esibita nello show Bokura no Ongaku.
Be My Last debutta direttamente alla posizione numero 1 della ORICON Daily Chart con 143 916 copie vendute, e si posiziona alla posizione numero 70 della Yearly Chart del 2005.
Il singolo è stato pubblicato in due versioni: una versione solo CD e una versione CD+DVD.

## Tracce
Testi e musiche di Utada Hikaru.
CD
1. Be My Last

DVD
1. Be My Last (Music Video)

## Classifiche
| Classifica (2005) | Posizione massima |
| ----------------- | ----------------- |
| Giappone          | 1                 |